# Міша Бартон
Міша Енн Марсден Бартон (англ. Mischa Anne Marsden Barton; нар. 24 січня 1986) — американська кіноакторка, модель. Її перша головна роль в кіно була в фільмі «Лугові собачки (1997)», який завоював нагороди на кінофестивалях по всьому світу. Бартон пізніше принесли визнання участь у драмі Загублені й несамовиті (2001) та серіалі Чужа сім'я (2003–2007).

## Життєпис
Народилася в Лондоні, в сім'ї англійця брокера Пола Бартона та ірландки фотографа Нуали Квін. Коли Міші виповнилось 6 роки, її батько отримав запрошення на нову роботу, і сім'я переїхала до Нью-Йорка. Під час літнього відпочинку батьки Бартон віддали її до дитячого табору. Це суттєво вплинуло на життя майбутньої акторки. В таборі був влаштований конкурс, і Міша Бартон, прочитавши свою доповідь про черепах, вразила присутніх. На її щастя одним з присутніх був той, хто займається пошуком молодих талантів.
Кар'єра акторки почалася з виступів у невеликих постановках. Після того, в 1995 році, Міша знімається в серіалі «Всі мої діти». В цей же період вона починає кар'єру в модельному бізнесі. В 1996 році талановита акторка зіграла в фільмі «Лугові собачки (фільм)». Це був справжній успіх для Бартон. Після цього її запрошували зніматися в таких кінострічках, як «Ноттінг Гілл», «Шосте чуття», «Дітям до 16», «Параноя (фільм)».

## Особисте життя
Серед бойфрендів було чимало рок-музикантів та представників голлівудської богеми — Тейлор Лок, Джеймі Дорнен, Брет Саймон, Джош Гартнетт. 
У грудні 2008 року стало відомо про її близькі стосунки з фронтменом гурту «The Kooks» Люком Прічардом. У березні 2009 року пара розпалася.
Багато галасу наробив роман акторки з колегою по «Чужій сім'ї» Бенджаміном Маккензі. Міша Бартон зустрічалася з Сіско Адлером, солістом гурту «Whitestarr», сином легендарного музичного продюсера Луї Адлера.
У пресі смакували подробиці відносин з Брендоном Девісом, онуком покійного мільярдера Марвіна Девіса, що володів компанією «20th Century Fox». 
Одне з останніх захоплень акторки — Себастьян Кнапп. Але і з ним Бартон вже не зустрічається.

## Цікаві факти
Міша Бартон займається благочинністю, жертвує кошти фондам, які займаються дослідженнями раку грудей та борються з глобальним потеплінням. 
У кінці 2007 року Мішу Бартон заарештували за водіння автомобіля в нетверезому стані, до того ж, без водійського посвідчення. А в машині знайшли травичку. Наступного дня акторку випустили під заставу в 10 тисяч доларів. 
У 2008 році Міші Бартон дали умовне покарання. Бартон визнала свою провину і запевнила всіх, що винесла з інциденту гарний урок.
Міша Бартон працює в рекламі. Кілька років вона співпрацювала з «Calvin Klein», «Gitano» і «Vogue». 
Вона знімалася в кліпах відомих співаків, таких як Енріке Іглесіас і Джеймс Блант.

## Фільмографія

### Фільми
| Рік  | Фільм                         | Оригінальна назва фільму                 | Роль                        | Примітки        |
| 1995 | Polio Water                   | Polio Water                              | Діана                       |                 |
| 1997 | Лугові собачки (фільм)        | Lawn Dogs                                | Девон Стокард               |                 |
| 1999 | Pups                          | Pups                                     | Рокі                        |                 |
| 1999 | Ноттінґ Гілл                  | Notting Hill                             | 12-річна акторка            |                 |
| 1999 | Шосте чуття                   | Sixth Sense, The                         | Кіра Колінз                 |                 |
| 2000 | Дітям до 16                   | Skipped Parts                            | Морі Пірс                   |                 |
| 2000 | Параноя (фільм)               | Paranoid                                 | Тереза                      |                 |
| 2000 | Френкі та Гейзел              | Frankie & Hazel                          | Франческа «Френкі» Хампхріс | ТБ фільм        |
| 2001 | Загублені й несамовиті        | Lost and Delirious                       | Мері «Маус» Бедфорд         |                 |
| 2001 | Джулі Джонсон                 | Julie Johnson                            | Ліза Джонсон                |                 |
| 2001 | Коледж (фільм)                | Tart                                     | Грейс Бейлі                 |                 |
| 2003 | Octane                        | Octane                                   | Наташа «Нет» Вілсон         |                 |
| 2006 | Оргазм в Огайо                | Oh in Ohio, The                          | Крістен Тейлор              |                 |
| 2007 | Замикаючи коло                | Closing the Ring                         | Молода Етель Енн            |                 |
| 2007 | Однокласниці                  | St. Trinian's                            |                             | Джей-джей Френч |
| 2007 | Територія незайманості        | Virgin Territory                         | Пампіно                     |                 |
| 2008 | Ти і я                        | Ти і я                                   | Лана Старкова               |                 |
| 2008 | Вбивство шкільного президента | Assassination of a High School President | Франческа Факіні            |                 |
| 2009 | Don't Fade Away               | Don't Fade Away                          | Кет                         |                 |
| 2009 | Повернення додому             | Homecoming                               | Шелбі                       |                 |
| 2009 | Замуровані в стіні            | Walled In                                | Сем Волчек                  |                 |
| 2009 | Крута наука                   | Science of Cool, The                     | Джейн                       |                 |
| 2012 | Апартаменти 1303 3D           | Apartment 1303 3D                        | Лара Слейт                  |                 |
| 2012 | Красуня і волоцюга            | Ben Banks                                | -                           |                 |
| 2013 | Воскресіння                   | A Resurrection                           | Джессі                      |                 |
| 2018 | Підвал                        | The Basement                             | Келлі Оуен                  |                 |
| 2018 | Коробка з іграшками           | The Toybox                               | Саманта                     |                 |
| 2018 | Дім Уїджи                     | Ouija House                              | Саманта                     |                 |
| 2018 | Папа                          | Papa                                     | Дженіфер                    |                 |
| 2018 | Painkillers                   | Painkillers                              | Сара Мендельсон             |                 |
| 2018 | Кіт і Місяць                  | The Cat and the Moon                     | Джессіка Петерсен           |                 |
| 2023 | Запрошення на вбиство         | Invitation to a Murder                   | Міранда Грін                |                 |

### Телесеріали
| Рік     | Назва                               | Оригінальна назва фільму          | Роль                        | Примітки                   |
| 1995    | Всі мої діти                        | All My Children                   | Лілі Бентон Монтгомері      | 1 епізод                   |
| 1996    | Перетинаючи Нью-Йорк                | New York Crossing                 | Драммонд                    |                            |
| 1996–97 | КаБлам!                             | KaBlam!                           | Бетті Енн Бонго (голос)     | 15 епізодів                |
| 2000    | Френкі і Гейзел                     | Frankie & Hazel                   | Франческа «Френкі» Гамфрієс |                            |
| 2001–02 | Знову і наново                      | Once and Again                    | Кейті Зінґер                | 8 епізодів                 |
| 2002    | Кільце нескінченного світла         | A Ring of Endless Light           | Вікі Остін                  |                            |
| 2003    | Кримінальні перегони                | Fastlane                          | Сімоне Коллінз              | епізод                     |
| 2003–06 | Чужа сім'я                          | The O.C.                          | Марісса Купер               | Головна роль (76 епізодів) |
| 2009    | Гарне життя                         | Beautiful Life:TBL                | Соня Стовн                  | Головну роль (5 епізодів)  |
| 2010    | Закон і порядок: Спеціальний корпус | Law & Order: Special Victims Unit | Ґледіс Далтон               |                            |
| 2012    | Кіберсталкер                        | Cyberstalker                      | Ейден Ешлі                  |                            |
| 2016    | Шлях до одужання                    | Recovery Road                     | Олівія                      |                            |
| 2016    | Танці з зірками                     | Dancing with the Stars            |                             | 22 сезон                   |

## Премії та номінації
| Рік  | Нагорода           | Категорія               | Телевізійний серіал | Присудження |
| ---- | ------------------ | ----------------------- | ------------------- | ----------- |
| 2004 | Teen Choice Awards | Найкраща жіноча роль    | Чужа сім'я          | Перемога    |
| 2004 | Teen Choice Awards | Найкраща роль — драм    | Чужа сім'я          | Номінація   |
| 2005 | Teen Choice Awards | Найкраща роль — драм    | Чужа сім'я          | Номінація   |
| 2005 | Teen Choice Awards | Найкраща роль в серіалі | Чужа сім'я          | Номінація   |
| 2005 | Teen Choice Awards | Найкраща жіноча роль    | Чужа сім'я          | Номінація   |
| 2006 | Teen Choice Award  | Найкраща акторка        | Чужа сім'я          | Перемога    |
| 2007 | Prism Award        | Найкраща роль — драм    | Чужа сім'я          | Номінація   |